# Spelcomputer

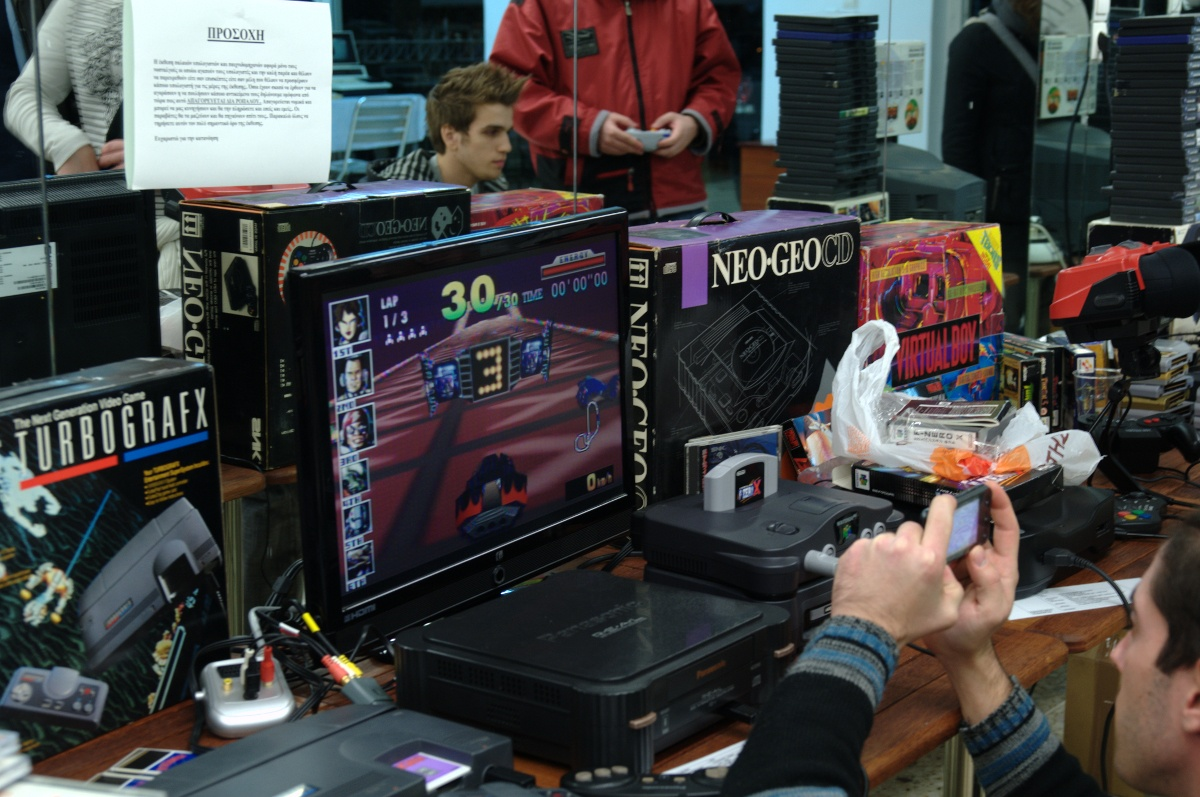
Klassieke spelcomputers

Een spelcomputer of spelconsole is een systeem specifiek gemaakt om spellen op te spelen, vaak op de televisie, maar bij onder andere draagbare spelcomputers kan een beeldscherm ingebouwd zijn.

## Het begin
In de begindagen kon een spelcomputer gebruikt worden om slechts een enkel spel te spelen, of een aantal varianten van één spel, vaak gebaseerd op tennis, zoals het Atari's Pong en Coleco's Telstar.
Tegen het eind van de jaren zeventig en begin jaren 80 van de 20e eeuw was Atari een van de eersten met spelcomputers waarop meerdere spellen konden worden gespeeld. Dit werd gedaan door het spel niet in te bouwen, maar op een los medium, zogenaamde spelcartridges, te verkopen. Zo werd het arcadespel Pac-Man enorm populair in 1980. Atari kreeg al snel concurrentie van Philips (de Videopac G7000), Intellivision, ColecoVision, Nintendo en Sega.

## Instorten van de markt
In 1983 stortte wereldwijd de markt voor computerspellen in. Een van de oorzaken hiervoor was dat er te veel slechte spellen op de markt waren. De populariteit van de homecomputer nam wel toe, vanwege de grotere mogelijkheden en de spelletjes.
Atari is na de crash van 1983 niet meer de marktleider geweest die het daarvoor was. Nintendo had met zijn Nintendo Entertainment System deze plek overgenomen, en Sega was met het Sega Master System een goede tweede.

## Moderne spelcomputers
Begin jaren 90 kwamen zowel Sega als Nintendo met krachtiger 16-bit systemen, resp. de Sega Mega Drive en het Super Nintendo Entertainment System (SNES).
Halverwege de jaren 90 kwam concurrent Sony op de markt met de PlayStation. Dit systeem was krachtiger dan de concurrerende Sega Saturn, en een stuk eerder op de markt dan de Nintendo 64. Deze laatste gebruikte als enige van deze generatie spelcomputers nog spelcassettes, die duurder waren om te produceren dan de cd's van de concurrentie, en bovendien konden daar ook nog veel minder gegevens op worden opgeslagen.
Sega bracht hierna nog de Sega Dreamcast uit, maar dit systeem kon niet tegen de betere marketing op van de PlayStation 2. Vanwege de slechte verkoopcijfers besloot Sega geen hardware meer te maken, alleen nog maar spellen. De PlayStation 2 van Sony was daarentegen wel een groot succes. Microsoft had ook besloten een graantje te willen meepikken van de spelcomputermarkt, en bracht de Xbox op de markt. Alhoewel deze op diverse vlakken technisch superieur was aan de PlayStation 2, was de laatstgenoemde toch een groter succes. Nintendo was ook nog in de markt, en was met de GameCube derde in het rijtje.
De eer was aan Microsoft die de Xbox 360 op 2 december 2005 in Europa lanceerde. Ook zijn de Nintendo Wii en de PlayStation 3 door respectievelijk Nintendo en Sony uitgegeven op 8 december 2006 en 27 maart 2007. Naast krachtige spelconsoles brachten Nintendo en Sony ook respectievelijk de Nintendo DS en PlayStation Portable (met diverse iteraties) uit.
Na veel geruchten over een nieuwe Wii in 2011, maakte Nintendo tijdens E3 2011 bekend dat de opvolger van de Wii, de Wii U, eind 2012 zou verschijnen. Begin 2013 was het de beurt aan Sony die op zijn eigen evenement de PlayStation 4 aankondigde. Snel daarna volgde Microsoft met de aankondiging van de Xbox One. Beide consoles werden uitgebracht in november 2013. Nintendo bracht in 2017 de Switch op de markt, een draagbare spelcomputer die ook via een dockingstation kan worden aangesloten op een televisiescherm. Andere draagbare spelcomputers zijn de Nintendo 3DS en de PlayStation Vita uit 2011.
In 2019 kondigden zowel Microsoft als Sony de opvolgers aan van hun achtste generatie spelcomputers. Microsoft onthulde de Xbox Series X op 10 november 2020. Sony volgde twee dagen later met de PlayStation 5. De spelcomputers kregen significante updates qua prestaties en grafische processors. Hierdoor werd het mogelijk dat spellen raytracing, ondersteuning voor 4K-beeldresolutie en 60 beelden per seconde kregen.
Op 15 juni 2021 kwam Atari SA met de Atari VCS, een mini-spelconsole die moderne computerspellen en streaming media afspeelt, eveneens op 4K-beeldresolutie. Valve bracht in februari 2022 de Steam Deck uit, een type handheld spelcomputer.
De negende generatie zag ook de (publieke) introductie van cloudgamingplatforms van meerdere grote bedrijven. Cloudgaming is tevens een verschuiving van het kopen en bezitten van een fysieke spelcomputer naar een abonnementsmodel voor toegang tot digitale content op meerdere apparaten.

## Draagbare spelcomputers
De markt voor de draagbare spelcomputer loopt vrij los van de ontwikkelingen van de andere spelcomputers.
Nintendo produceerde eind jaren 80 de Game Boy. De enige noemenswaardige concurrentie was rond die tijd de Atari Lynx. Deze laatste was technisch veruit superieur, maar door het enorme aanbod aan kwalitatief goede Game Boy-spelen en de lagere prijs van de Game Boy zelf maakte de Game Boy een veel groter succes. Ook de begin jaren 90 gelanceerde Sega Game Gear kon hier niet veel aan veranderen en was eenzelfde lot beschoren als de Atari Lynx. Het grootste probleem van de Sega Game Gear was het grote energieverbruik (6 AA batterijen). De Sega Game Gear verbruikte deze 6 batterijen in 3 tot 5 uur, met name door het backlight schermpje. Sega heeft het in Japan en Amerika nog eens geprobeerd met de Sega Nomad, een handheld die de spelen van de Sega Mega Drive kon spelen. Deze handheld is nooit in Europa uitgegeven.
In 1998 kwam SNK met de Neo-Geo Pocket, die een half jaar later al werd opgevolgd door de Neo-Geo Pocket Color. De Neo Geo Pocket was technisch superieur aan de Game Boy en kreeg zeer positieve reacties van de pers, maar het grote publiek liet het systeem links liggen. In 1999 verdween de Neo Geo Pocket in het westen en ook in Japan was het daarna snel over.
In 1999 lanceerde Bandai op de Japanse markt de WonderSwan, die moest concurreren met Nintendo's Game Boy en SNK's Neo-Geo Pocket. De WonderSwan werd opgevolgd door de WonderSwan Color.
Begin 2000 lanceerde Nintendo de Gameboy Advance, waarmee de draagbare spelcomputer weer bij de tijd gebracht werd. Daarna is de Gameboy Advance SP gelanceerd, dat een kleinere inklapbare versie is met ingebouwde schermverlichting. In 2004 kwam Nintendo met een nieuwe handheld; de Nintendo DS. Later in hetzelfde jaar kwam Sony met de PSP (PlayStation Portable). Hiermee lijkt er eindelijk concurrentie te ontstaan in de handheld markt. Beide systemen verschillen gigantisch. De Nintendo DS heeft twee schermen boven elkaar in de stijl van de oude Game & Watch, waarvan de onderste een touchscreen is. Daarnaast is er nog de PlayStation Portable die men kan vergelijken met een soort draagbare PlayStation 2.

## Bedrijven die games uitbrengen
- Atari
- Bandai Namco
- Capcom
- HAL Laboratory
- Konami
- Mojang
- Nintendo
- Retro Studios
- Sega
- Sony Interactive Entertainment
- Square Enix
- Ubisoft
- Xbox Game Studios